# Roger Mills (athlétisme)
Pour les articles homonymes, voir Roger Mills et Mills.
Roger George Mills (né le 11 février 1948 à Romford) est un athlète britannique, spécialiste de la marche athlétique. 

## Biographie
Il remporte la médaille de bronze du 20 km marche lors des championnats d'Europe de 1974, à Rome, devancé par le Soviétique Volodymyr Holubnychy et l'Allemand Bernd Kannenberg. 
Il se classe 10e du 20 km marche des Jeux olympiques de 1980.

### Palmarès
| Date | Compétition           | Lieu   | Résultat | Épreuve      | Performance     |
| ---- | --------------------- | ------ | -------- | ------------ | --------------- |
| 1974 | Championnats d'Europe | Rome   | 3e       | 20 km marche | 1 h 32 min 34 s |
| 1980 | Jeux olympiques       | Moscou | 10e      | 20 km marche | 1 h 32 min 37 s |

### Records
| Épreuve      | Performance    | Lieu    | Date         |
| ------------ | -------------- | ------- | ------------ |
| 20 km marche | 1 h 27 min 0 s | Londres | 30 juin 1980 |